# SpaceTurk
Основаната през 1998 година Турска Група за Космически Изследвания –SpaceTurk Архив на оригинала от 2017-12-13 в Wayback Machine.-, е организация с идеална цел, посветена на космическите изследвания. Досегашните активности на групата са:
- Създаване на представители на United Nations Space Generation Advisory Council UNSGAC в близкия изток и Турция
- Създаване на Космическа асоциация на тюркските държави (SATS)
- Организиране на „Нощ на Юрий“ в няколко града, включително в Анкара и Истанбул
- Организиране на „Световна Космическа Седмица-Yuri's Night“ в няколко града, със засилено участие на началните училища
- Детектиране на природни замърсявания от петролни разливи от танкери по сателитни изображения
- Откриване на дефорестрация в Бурунди чрез дистанционно детектиране
- Проектиране на цивилна стартова система с научна и мирна цел (проект АТА1)